# Ascon
Ascon (francès Ascou) és un municipi francès del departament de l'Arieja i la regió d'Occitània.